# 호르헤 구티에레스 (권투 선수)
호르헤 구티에레스 에스피노사(스페인어: Jorge Gutiérrez Espinosa, 1975년 9월 18일~)는 쿠바의 권투 선수로 2000년 하계 올림픽에서 미들급 금메달을 획득했다.

## 경력
카마궤이 출신으로 1994년 9월 튀르키예 이스탄불에서 열린 1994년 세계 주니어 선수권 대회 라이트미들급에서 벨라루스의 세르게이 보리센코를 누르고 우승을 차지했다.
1997년에 처음으로 쿠바 성인 국가대표로 발탁되어 그 해 9월에 콜롬비아의 메데인에서 열린 1997년 아메리카 선수권 대회 미들급 경기에서 베네수엘라의 구스미르 페르도모를 누르고 우승을 차지했다. 1998년 6월에는 중국 베이징에서 열린 1998년 복싱 월드컵에서 중국의 판뎬쥔을 KO승을 거두며 우승을 차지했다. 이듬해인 1999년 8월 초에는 캐나다 위니펙에서 열린 1999년 팬아메리칸 게임에 참가하여 미국의 다넬 윌슨을 누르고 미들급 금메달을 획득했다. 8월 말에는 미국 휴스턴에서 열린 1999년 세계 선수권 대회에 참가하였으며, 유고슬라비아의 니콜라 셰클로차, 벨라루스의 말리크 자라, 우즈베키스탄의 딜쇼트 야르베코프, 카자흐스탄의 예르마한 이브라이모프를 차례로 꺾고 결승에 진출했다. 그러나 루마니아의 마리안 시미온과의 결승에서는 부상으로 인해 패하여 은메달을 획득했다.
2000년 9월 오스트레일리아 시드니에서 열린 2000년 하계 올림픽 미들급에 출전했으며, 태국의 솜차이 침람, 그리스의 안토니오스 야눌라스, 루마니아의 아드리안 디아코누, 아제르바이잔의 뷔가르 앨래크배로프를 차례로 꺾고 결승에 진출했다. 결승전에서는 러시아의 가이다르베크 가이다르베코프를 17-15로 꺾고 금메달을 획득했다.
2001년 3월 독일 할레에서 열린 케미포칼에 참가했으나 카자흐스탄의 바우르잔 카이르메노프에게 패하며 탈락했다. 같은 해 4월 쿠바 아바나에서 열린 히랄도 코르도바 카르딘 국제 토너먼트에서 같은 국적 선수이자 2001년 쿠바 선수권 대회에서 자신을 이겼던 요르다니스 데스파이네에게 패한 후 현역에서 은퇴했다.